# JAFジャパンオープン世界アームレスリング大会出場選考大会
JAFジャパンオープン世界アームレスリング大会出場選考大会（JAFジャパンオープンせかいアームレスリングたいかいしゅつじょうせんこうたいかい）は、JAF日本アームレスリング連盟が主催するアームレスリングの全国大会。世界アームレスリング連盟（WAF）の主催する世界アームレスリング大会に出場する日本代表を選考する国内唯一の選考大会となっている。

## 概要
- 2015年まで東日本アームレスリング選手権大会として開催していた大会を、2016年よりJAFジャパンオープンアームレスリング選手権大会と改称し開催。2016年6月19日に宮城県仙台市のサンモール商店街で開催された第1回大会には、ゲストとして世界的に有名なジョン・ブルザンクと世界王者・金井義信のワンマッチも組まれた。
- 翌年の2017年7月29～30日開催の第2回大会よりJAFジャパンオープン世界アームレスリング大会出場選考大会と改め世界アームレスリング選手権大会の選考大会となった。 [1] [2]
- ルールは世界アームレスリング大会と同じく世界アームレスリング連盟（WAF）のWAFアームレスリング国際競技規定に準拠、試合形式においても世界大会と同じく階級別のダブルイリミネーション方式を採用。